# Passeriniella incarcerata
Passeriniella incarcerata är en svampart som först beskrevs av Berk. & M.A. Curtis, och fick sitt nu gällande namn av Augusto Napoleone Berlese 1890. Passeriniella incarcerata ingår i släktet Passeriniella, klassen Dothideomycetes, divisionen sporsäcksvampar och riket svampar.   Inga underarter finns listade i Catalogue of Life.